# Peter Lehmbrock
Peter Lehmbrock (* 28. November 1919 in Düsseldorf; † 25. August 1990 in Hamburg) war ein deutscher Schauspieler.

## Leben
Seine schauspielerische Ausbildung erhielt Lehmbrock in Bochum. Er war von 1949 bis 1951 Mitglied des Berliner Ensembles. In Ost-Berlin wirkte er 1951 in drei Filmen der DEFA mit, in „Zugverkehr unregelmäßig“, „Die Heuer“ und „Die Sonnenbrucks“. Er trat auf Theaterbühnen in West-Berlin, Hamburg, München und Köln auf, darunter als König Lear. Ab 1952 wirkte er in einer Vielzahl von Fernsehspielen, Schauspielverfilmungen und Fernsehfilmen in der Bundesrepublik mit. Aus gesundheitlichen Gründen beendete er seine Schauspielkarriere in den 1980er Jahren.

## Filmografie (Auswahl)
- 1951: Zugverkehr unregelmäßig
- 1951: Die Sonnenbrucks
- 1951: Die letzte Heuer
- 1952: Die Kaiserin von China
- 1953: Der Fall Sieveking
- 1954: Ungarische Rhapsodie
- 1954: Par ordre du tsar
- 1954: König Drosselbart
- 1954: Streit um Percy
- 1954: Der grüne Kakadu
- 1956: Thérèse Raquin
- 1957: Die Festung
- 1958: Das Geld, das auf der Straße liegt
- 1959: Unruhige Nacht
- 1959: Stahlnetz: Das Alibi
- 1959: Hunde, wollt ihr ewig leben
- 1959: Der lustige Krieg des Hauptmann Pedro
- 1960: Stahlnetz: Verbrannte Spuren
- 1961: Der Teufel spielte Balalaika
- 1962: Leben des Galilei
- 1962: Woyzeck
- 1963: Durchbruch Lok 234
- 1963: Schlachtvieh
- 1963: Hafenpolizei: Marihuana
- 1964: Der Prozeß Carl von O.
- 1964: Hafenpolizei: Reisebegleiterin gesucht
- 1965: Ein Tag – Bericht aus einem deutschen Konzentrationslager 1939
- 1966: Die Ermittlung
- 1966: Der Verrat von Ottawa
- 1966: Die Gefangenen von Murano
- 1966: Das Haus auf der Insel
- 1966: S.O.S. – Morro Castle
- 1967: Det største spillet
- 1967: Der Mörderclub von Brooklyn
- 1967: Landarzt Dr. Brock; Folge: Aushilfsschwester Inge
- 1968: Polizeifunk ruft – Südfrüchte
- 1968: Hafenkrankenhaus – Die Scharfschützen
- 1968: Über den Gehorsam. Szenen aus Deutschland, wo die Unterwerfung des eigenen Willens unter einen fremden als Tugend gilt
- 1968: Ida Rogalski – Dieter
- 1968: Damenquartett
- 1968: Ein Sarg für Mr. Holloway
- 1968: Stahlnetz: Ein Toter zuviel
- 1969: Percy Stuart
- 1969: Doppelagent George Blake
- 1970: Gezeiten
- 1970: Polizeifunk ruft – Auf glühenden Kohlen
- 1971: Die Journalistin
- 1972: Dem Täter auf der Spur, Folge: In Schönheit sterben
- 1973: … aber Jonny!
- 1973: Bauern, Bonzen und Bomben
- 1973: Zinksärge für die Goldjungen
- 1973: Sonderdezernat K1 – Ganoven-Rallye
- 1973: Tatort – Platzverweis für Trimmel
- 1973: Hamburg Transit – Giftmüll
- 1974: Sonderdezernat K1 – Hafenhyänen
- 1974: Tatort – Gift
- 1977: Pariser Geschichten
- 1977: Sonderdezernat K1 – Der Blumenmörder
- 1978: Tatort – Trimmel hält ein Plädoyer
- 1979: Union in der festen Hand 1. Teil
- 1979: Winterspelt 1944
- 1979: Ein Kapitel für sich
- 1979: St.Pauli-Landungsbrücken

## Theater
- 1947: Molière: Tartuffe – Regie: Willi Schmidt (Deutsches Theater Berlin – Kammerspiele)